# Michaił Szyła
Michaił Dawydawicz Szyła, Michaił Dawydowicz Szyło (biał. Міхаіл Давыдавіч Шыла, ros. Михаил Давыдович Шило, ur. 9 listopada 1920 we wsi Owzicze, zm. 22 grudnia 1998 w Pińsku) – radziecki wojskowy w stopniu młodszego sierżanta, Bohater Związku Radzieckiego (1945).

## Życiorys
Urodził się w białoruskiej rodzinie chłopskiej. Skończył 7 klas, pracował w przedsiębiorstwie torfowym Górski Mech w rejonie janowskim, na początku lipca 1941 znalazł się na terytorium okupowanym przez Niemców. Działał w podziemnej organizacji komsomolskiej w swojej wsi, a w liutym 1943 wstąpił do radzieckiego oddziału partyzanckiego im. Siergieja Łazo będącego częścią Brygady im. Mołotowa działającej na terytorium tzw. obwodu pińskiego. W końcu marca 1944 brygada połączyła się z wojskami 2 Frontu Białoruskiego. W maju 1944 M. Szyła został włączony do regularnej Armii Czerwonej, do oddziału karabinów maszynowych 447 pułku piechoty 397 Dywizji Piechoty. Walczył na 1 Froncie Białoruskim, 3 i 1 Nadbałtyckim i ponownie 1 Białoruskim, był ciężko ranny. Szczególnie wyróżnił się podczas operacji warszawsko-poznańskiej. Jako dowódca działa 447 pułku piechoty 397 Dywizji Piechoty 61 Armii 1 Frontu Białoruskiego w stopniu młodszego sierżanta w walkach na przedpolach Piły brał udział w odparciu trzech niemieckich kontrataków i zabiciu ponad 70 żołnierzy i oficerów wroga. 2 lutego 1945 w walkach o Rusinowo k. Wałcza zniszczył karabin maszynowy wroga i zabił, według oficjalnych danych radzieckich, 95 hitlerowców. W 1946 został zwolniony do rezerwy. Od 1947 należał do WKP(b), w 1948 skończył szkołę partyjną w Pińsku. Mieszkał w Janowie, był m.in. kierownikiem działu ubezpieczeń społecznych rejonu janowskiego, później przeniósł się do Pińska. Jego imieniem nazwano ulice w Janowie i Pińsku.

## Odznaczenia
- Złota Gwiazda Bohatera Związku Radzieckiego (27 lutego 1945)
- Order Lenina (27 lutego 1945)
- Order Wojny Ojczyźnianej I klasy (11 marca 1985)
- Order Czerwonej Gwiazdy (15 listopada 1944)
- Order Sławy III klasy (21 października 1944)
- Medal „Partyzantowi Wojny Ojczyźnianej” I klasy
- Medal „Za wyzwolenie Warszawy”
- Medal „Za zdobycie Berlina”